# فیلیپو گالی
فیلیپو گالی (زاده ۱۹ مه ۱۹۶۳، مونتزا)، بازیکن بازنشستهٔ ایتالیایی می باشد.
او در سن ۴۱ سالگی پس از ۲ سال بازی برای تیم (پرو سستو در سری سی ایتالیا) کفش‌های خود را آویخت.